# Урта (Зугдидский муниципалитет)
Урта (груз. ურთა) — село в Грузии, на территории Зугдидского муниципалитета края (мхаре) Самегрело-Верхняя Сванетия.

## География
Село находится в западной части Грузии, на правом берегу реки Джуми, на расстоянии приблизительно 6 километров (по прямой) к югу от города Зугдиди, административного центра муниципалитета. Абсолютная высота — 64 метра над уровнем моря.

## Население
По результатам официальной переписи населения 2014 года в Урте проживало 752 человека (384 мужчины и 368 женщин). В национальной структуре населения грузины составляли 99,9 %.
| Год  | Население, человек |
| ---- | ------------------ |
| 2002 | 1119               |
| 2014 | ↘ 752              |